# 이중근 (1942년)
이중근(李重根, 1942년 3월 17일 ~ )은 대한민국의 정치인이다. 제51·52대 청도군수이다.

## 학력
- 1955년 대구서촌국민학교 졸업
- 1958년 영신중학교 졸업
- 1961년 협성상업고등학교 졸업
- 1993년 영진전문대학 사회복지과 졸업
- 2001년 가야대학교 창업경영학 학사
- 2003년 가야대학교 행정대학원 사회복지학 석사

## 경력
- 1991년 대구시청 총무과장
- 1992년 대구시 달서구청 총무국장
- 1995년 대구시 의회사무처 총무담당관
- 1996년 대구시 중구청장 직무대리
- 1998년 대구시 동구청 부구청장
- 2000.08.01 ~ 2004.01.01: 대구도시개발공사 업무이사
- 2004.01.02 ~ 2006.02.22: 8대 대구도시개발공사 사장
- 2006년 국제기아대책기구 대구지회 부회장
- 2008.06.05 ~ 2014.06.30 제45·46대 경북 청도군수(재선, 새누리당)

## 가족관계
- 형 이의근:새마을운동 중앙회장, 17대 대통령 당선자 정책자문위원, 4대 대신대학교 총장, 26·27·28대 경북도지사(3선, 한나라당), 제23대 경북도지사(관선)

## 역대 선거 결과
|  | 32.62% |

|  | 68.88% |

| 전임 김의진 | 대구광역시 중구 부구청장 1996년 7월 26일 ~ 1998년 10월 9일 | 후임 윤장원 |

| 전임 권인달 | 제8대 대구도시공사 사장 2004년 1월 2일 ~ 2006년 2월 22일 | 후임 윤성식 |

| 전임 정한태 (권한대행)안성규 | 제51·52대 경상북도 청도군수 2008년 6월 5일 ~ 2014년 6월 30일 | 후임 이승율 |